# كريستين كي
كريستين كي (بالإنجليزية: Kristin Key)‏ هي ممثلة أمريكية، ولدت في 25 سبتمبر 1980.

## وصلات خارجية
- كريستين كي على موقع IMDb (الإنجليزية)
- كريستين كي على موقع ميوزك برينز (الإنجليزية)